# Sarah Carwin
Sarah Jane Carwin (* 1863 in Bolton, Lancashire; † 1933 in Sandgate, Kent) war eine englisch-britische Suffragette, Feministin und Krankenschwester.

## Leben
Geboren wurde Carwin in Lancashire, die Familie zog für einen Teil ihrer Kindheit aber nach Russland.
Als sie 1890 nach England zurückkehrte, schloss sich Carwin der Methodist Sisterhood of West London Mission an, in der auch Emmeline Pethick-Lawrence als Freiwillige tätig war (obwohl nicht bekannt ist, ob sie sich dort kennengelernt haben) und arbeitete mit Saisonarbeiterinnen in der Textilindustrie. Innerhalb eines Jahres gründete Carwin eine Arbeiterinnen-Kooperative in der Schneiderei, um diesen Frauen die Möglichkeit zu geben, ein sicheres und kontinuierliches Einkommen außerhalb der Modesaison zu erzielen. 1896 schloss sie eine Ausbildung zur Krankenschwester im Great Ormond Street Hospital ab. Carwin arbeitete auch als private Krankenschwester, reiste mit einem Kind nach Ecuador und besuchte auch mehrmals Russland.
Im Jahr 1901 leitete Carwin in Caterham ein Heim für etwa zwölf uneheliche Kinder.
Carwin sagte, sie interessiere sich für den Feminismus, beeinflusst durch die Lektüre von Olive Schreiner, und „als die Suffragetten-Bewegung bekannt wurde, fühlte sie sich sehr angesprochen. Sie hatte sich nie an der Politik beteiligt oder für sie interessiert, aber hier gab es ein Abenteuer, einen Kreuzzug gegen die Ungerechtigkeit, ein Ideal, dem es zu dienen galt.“
Carwin wurde 1909 zusammen mit Constance Bulwer-Lytton, Caprina Fahey, Rose Lamartine Yates, Daisy Solomon und über 20 anderen Suffragetten verhaftet, in ihrem Fall wegen Einschlagens von Fenstern. Carwin wurde zusammen mit Ada Wright zu einem Monat Haft im Holloway Prison verurteilt und zerschlug aus Protest alle Zellenfenster. Sie wurden vor den Gefängnisrat, zwanzig Männer, die alle saßen, und mussten dort stehen. Carwin protestierte dagegen, dass die Männer saßen, während die Frauen standen, und es wurden Stühle bereitgestellt. Beide wurden wegen Ungehorsams in feuchte Kellerzellen verlegt. Carwin und Wright traten in den Hungerstreik und wurden nach sechs Tagen entlassen. Später schickte Emmeline Pankhurst Carwin ein speziell angefertigtes „Steinewerferinnen-Abzeichen“ aus Gold und Feuerstein mit der Bemerkung: „Dies ist in Erinnerung an die Feuerstein-Botschaft, die Sie am 29. Juni durch die Fenster der Regierung schickten.“
Bei der Volkszählung von 1911 weigerte sich Carwin wie viele andere Suffragetten, Angaben zu ihrer Person oder zu der Frau zu machen, die unter ihrer Adresse wohnte.
Im Jahr 1912 wurde Carwin zum vierten und letzten Mal verhaftet, wiederum wegen Einschlagens von Fenstern, wobei sie dem Juwelier und Schneider J. C. Vickery einen Schaden von 100 Pfund zufügte. Carwin wurde zu sechs Monaten Zwangsarbeit im Winson Green Prison in Birmingham verurteilt. Erneut trat sie in den Hungerstreik und wurde zwangsernährt, widersetzte sich aber „mit aller Kraft“. Das machte sie so krank, dass sie nach vier Monaten entlassen wurde. Carwin unternahm danach keine weiteren militanten Aktivitäten.
Carwin zog für mehrere Jahre mit einer Freundin aufs Land, nach deren Tod lebte Carwin in Südfrankreich und Italien. Sie kehrte nach England zurück und lebte in Sandgate, Kent, wo sie 1933 starb. Carwin hinterließ ein ihr gehörendes Anwesen in Letchworth einer Nichte, da sie im Einklang mit ihren feministischen Ansichten testamentarisch festgelegt hatte, dass es nur an eine weibliche Verwandte mütterlicherseits gehen sollte.
Ihre Biografin Frances Mabelle Unwin sagte, dass Carwin kurz vor ihrem Tod den Wunsch geäußert habe, diesen Teil ihres Lebens noch einmal zu leben, wenn sie die Wahl hätte: „den Teil, den sie dem Wahlrecht gewidmet hatte. Er schien ihr am wertvollsten.“